# Сельсоветы и поссоветы Башкортостана
Сельсоветы и поссоветы — административно-территориальные единицы в составе районов Башкортостана, а также соответствующие муниципальные образования (сельские и городские поселения) в соответствующих муниципальных районах.
Помимо районов, на уровне административно-территориального устройства образованы сельсоветы в подчинении городов республиканского значения.

## Описание
Согласно Закону от 20 апреля 2005 года № 178-з (ст. 3), сельсоветом является административно-территориальная единица, которая своими границами охватывает один сельский населённый пункт (несколько сельских населённых пунктов) вместе с прилегающими к нему (к ним) землями; поссоветом является административно-территориальная единица, которая своими границами охватывает один посёлок городского типа с прилегающими землями или один посёлок городского типа и сельские населенные пункты с прилегающими к ним землями.
Всего в составе Башкортостана:
- 2 поссовета — оба на территории районов;
- 828 сельсоветов
  - 10 в подчинении городов областного значения;
  - 818 в составе районов.

На уровне муниципального устройства сельсоветам и поссоветам в составе муниципальных районов соответствуют одноимённые сельские и городские поселения.

## История
Сельсоветы и поссоветы на территории современного Башкортостана, как и по всей РСФСР в рамках СССР, в основном стали создаваться с 1920-х годов. С распадом СССР в Башкортостане сельсоветы и поссоветы были сохранены и на их основе сформированы соответствующие муниципальные образования.
13 июля 1993 года вышел Закон № ВС-18/7 «Об административно-территориальном устройстве Республики Башкортостан и территориях муниципальных образований», согласно которому сельсоветы определялись как территориальные единицы, которые своими границами охватывают один сельский населённый пункт (несколько сельских населённых пунктов) вместе с прилегающими к нему (ним) землями, а поссоветы как территориальные единицы, которые своими границами охватывают один посёлок городского типа (несколько посёлков городского типа) с прилегающими землями или один посёлок городского типа (несколько посёлков городского типа) и сельские населённые пункты с прилегающими к ним землями.
До муниципальной реформы 2000-х в целом в составе Башкортостана сохранялось число поссоветов, близкое к состоянию на момент распада СССР, не считая двух случаев преобразования поссоветов в сельсоветы (рабочих посёлков в сельские населённые пункты). Также в течение 1990-х один сельсовет был упразднён и несколько преобразованы путём разделения (выделения сельсоветов). После 2005 года в составе Башкортостана осталось 2 рабочих посёлка (поссовета).
В процессе муниципальной и соответствующей административно-территориальной реформы в 2005 году большинство рабочих посёлков было преобразовано в сельские населённые пункты (сёла), соответствующие поссоветы и сельсоветы, количество сельсоветов в целом также сокращено, а кроме того:
- в соответствии с Федеральным законом «Об общих принципах организации местного самоуправления» упразднены сельсоветы и поссоветы в подчинении городов республиканского значения, образовавших городские округа;
- сельсоветы и поссоветы в подчинении городов республиканского значения, образовывавших с районами составные административно-территориальные единицы, приравненные по статусу к районам, были переданы непосредственно в состав районов (на уровне муниципального устройства были наделены статусом сельских и городских поселений).

В последний раз сокращение числа сельсоветов было произведено в 2008 году.
Территориальные преобразования с участием сельсоветов и поссоветов указаны начиная с 1989 года, года последней переписи в СССР.

## Список сельсоветов и поссоветов

### В подчинении городов республиканского значения
| №  | Сельсовет      | Подчинение                   |
| -- | -------------- | ---------------------------- |
| 1  | Амзинский      | Нефтекамск                   |
| 2  | Искинский      | Уфа, Кировский район         |
| 3  | Маячинский     | Кумертау                     |
| 4  | Нагаевский     | Уфа, Октябрьский район       |
| 5  | Новочеркасский | Уфа, Орджоникидзевский район |
| 6  | Подгорный      | Кумертау                     |
| 7  | Ташкиновский   | Нефтекамск                   |
| 8  | Турбаслинский  | Уфа, Орджоникидзевский район |
| 9  | Туялясский     | Сибай                        |
| 10 | Фёдоровский    | Уфа, Калининский район       |

### В составе районов
| №   | Сельсовет / поссовет  | Тип       | Район           |
| --- | --------------------- | --------- | --------------- |
| 1   | 1-й Иткуловский       | сельсовет | Баймакский      |
| 2   | Абдрашитовский        | сельсовет | Альшеевский     |
| 3   | Абдулкаримовский      | сельсовет | Баймакский      |
| 4   | Абдуллинский          | сельсовет | Мечетлинский    |
| 5   | Абзаевский            | сельсовет | Кигинский       |
| 6   | Абзаковский           | сельсовет | Белорецкий      |
| 7   | Абзановский           | сельсовет | Архангельский   |
| 8   | Абзановский           | сельсовет | Зианчуринский   |
| 9   | Абитовский            | сельсовет | Мелеузовский    |
| 10  | Абишевский            | сельсовет | Хайбуллинский   |
| 11  | Абуляисовский         | сельсовет | Зианчуринский   |
| 12  | Авдонский             | сельсовет | Уфимский        |
| 13  | Адзитаровский         | сельсовет | Кармаскалинский |
| 14  | Азикеевский           | сельсовет | Белорецкий      |
| 15  | Азяковский            | сельсовет | Бураевский      |
| 16  | Аитовский             | сельсовет | Бижбулякский    |
| 17  | Айгулевский           | сельсовет | Стерлитамакский |
| 18  | Айдаралинский         | сельсовет | Стерлибашевский |
| 19  | Акбарисовский         | сельсовет | Шаранский       |
| 20  | Акбердинский          | сельсовет | Иглинский       |
| 21  | Акбулатовский         | сельсовет | Мишкинский      |
| 22  | Акбулатовский         | сельсовет | Татышлинский    |
| 23  | Аккузевский           | сельсовет | Илишевский      |
| 24  | Акмурунский           | сельсовет | Баймакский      |
| 25  | Аксаитовский          | сельсовет | Татышлинский    |
| 26  | Аксаковский           | сельсовет | Белебеевский    |
| 27  | Аксёновский           | сельсовет | Альшеевский     |
| 28  | Акъюловский           | сельсовет | Хайбуллинский   |
| 29  | Акъярский             | сельсовет | Хайбуллинский   |
| 30  | Алатанинский          | сельсовет | Стерлитамакский |
| 31  | Алгинский             | сельсовет | Давлекановский  |
| 32  | Алегазовский          | сельсовет | Мечетлинский    |
| 33  | Александровский       | сельсовет | Мелеузовский    |
| 34  | Алексеевский          | сельсовет | Благоварский    |
| 35  | Алексеевский          | сельсовет | Уфимский        |
| 36  | Алкинский             | сельсовет | Чишминский      |
| 37  | Аллагуватский         | сельсовет | Стерлибашевский |
| 38  | Алькинский            | сельсовет | Салаватский     |
| 39  | Альмухаметовский      | сельсовет | Абзелиловский   |
| 40  | Амангильдинский       | сельсовет | Абзелиловский   |
| 41  | Амангильдинский       | сельсовет | Учалинский      |
| 42  | Амзибашевский         | сельсовет | Калтасинский    |
| 43  | Ангасяковский         | сельсовет | Дюртюлинский    |
| 44  | Андреевский           | сельсовет | Илишевский      |
| 45  | Анновский             | сельсовет | Белебеевский    |
| 46  | Антинганский          | сельсовет | Хайбуллинский   |
| 47  | Аптраковский          | сельсовет | Мелеузовский    |
| 48  | Араслановский         | сельсовет | Мелеузовский    |
| 49  | Арбашевский           | сельсовет | Аскинский       |
| 50  | Ариевский             | сельсовет | Дуванский       |
| 51  | Аркауловский          | сельсовет | Салаватский     |
| 52  | Арлановский           | сельсовет | Краснокамский   |
| 53  | Арметовский           | сельсовет | Ишимбайский     |
| 54  | Аровский              | сельсовет | Чишминский      |
| 55  | Арслановский          | сельсовет | Буздякский      |
| 56  | Арслановский          | сельсовет | Кигинский       |
| 57  | Арслановский          | сельсовет | Чишминский      |
| 58  | Артакульский          | сельсовет | Караидельский   |
| 59  | Арх-Латышский         | сельсовет | Архангельский   |
| 60  | Архангельский         | сельсовет | Архангельский   |
| 61  | Асавдыбашский         | сельсовет | Янаульский      |
| 62  | Аскаровский           | сельсовет | Абзелиловский   |
| 63  | Аскаровский           | сельсовет | Бурзянский      |
| 64  | Аскинский             | сельсовет | Аскинский       |
| 65  | Ассинский             | сельсовет | Белорецкий      |
| 66  | Асяновский            | сельсовет | Дюртюлинский    |
| 67  | Атаршинский           | сельсовет | Белокатайский   |
| 68  | Атиковский            | сельсовет | Бурзянский      |
| 69  | Ауструмский           | сельсовет | Иглинский       |
| 70  | Ахмановский           | сельсовет | Бакалинский     |
| 71  | Ахметовский           | сельсовет | Кушнаренковский |
| 72  | Ахуновский            | сельсовет | Учалинский      |
| 73  | Ашкадарский           | сельсовет | Стерлитамакский |
| 74  | Аючевский             | сельсовет | Стерлитамакский |
| 75  | Бадраковский          | сельсовет | Бураевский      |
| 76  | Бадряшевский          | сельсовет | Татышлинский    |
| 77  | Баженовский           | сельсовет | Белебеевский    |
| 78  | Базгиевский           | сельсовет | Шаранский       |
| 79  | Базитамакский         | сельсовет | Илишевский      |
| 80  | Базлыкский            | сельсовет | Бижбулякский    |
| 81  | Баимовский            | сельсовет | Абзелиловский   |
| 82  | Баишевский            | сельсовет | Зианчуринский   |
| 83  | Байгазинский          | сельсовет | Бурзянский      |
| 84  | Байгильдинский        | сельсовет | Нуримановский   |
| 85  | Байгузинский          | сельсовет | Ишимбайский     |
| 86  | Байгузинский          | сельсовет | Янаульский      |
| 87  | Байдавлетовский       | сельсовет | Зианчуринский   |
| 88  | Байкибашевский        | сельсовет | Караидельский   |
| 89  | Байкинский            | сельсовет | Караидельский   |
| 90  | Баймурзинский         | сельсовет | Мишкинский      |
| 91  | Байназаровский        | сельсовет | Бурзянский      |
| 92  | Бакаевский            | сельсовет | Кушнаренковский |
| 93  | Бакалдинский          | сельсовет | Архангельский   |
| 94  | Бакалинский           | сельсовет | Бакалинский     |
| 95  | Бакеевский            | сельсовет | Стерлибашевский |
| 96  | Бала-Четырманский     | сельсовет | Фёдоровский     |
| 97  | Балтийский            | сельсовет | Иглинский       |
| 98  | Балыклинский          | сельсовет | Фёдоровский     |
| 99  | Балыклыкульский       | сельсовет | Аургазинский    |
| 100 | Балышлинский          | сельсовет | Благоварский    |
| 101 | Батыровский           | сельсовет | Аургазинский    |
| 102 | Бахмутский            | сельсовет | Куюргазинский   |
| 103 | Бахтыбаевский         | сельсовет | Бирский         |
| 104 | Баш-Шидинский         | сельсовет | Нуримановский   |
| 105 | Башировский           | сельсовет | Чекмагушевский  |
| 106 | Бедеево-Полянский     | сельсовет | Благовещенский  |
| 107 | Бекетовский           | сельсовет | Ермекеевский    |
| 108 | Бекешевский           | сельсовет | Баймакский      |
| 109 | Белоозерский          | сельсовет | Гафурийский     |
| 110 | Бельский              | сельсовет | Гафурийский     |
| 111 | Белянковский          | сельсовет | Белокатайский   |
| 112 | Бердяшский            | сельсовет | Зилаирский      |
| 113 | Берёзовский           | сельсовет | Бирский         |
| 114 | Бижбулякский          | сельсовет | Бижбулякский    |
| 115 | Бик-Кармалинский      | сельсовет | Давлекановский  |
| 116 | Бикбауский            | сельсовет | Зианчуринский   |
| 117 | Биккуловский          | сельсовет | Бижбулякский    |
| 118 | Биккуловский          | сельсовет | Миякинский      |
| 119 | Биляловский           | сельсовет | Баймакский      |
| 120 | Бишкаинский           | сельсовет | Аургазинский    |
| 121 | Бишкураевский         | сельсовет | Илишевский      |
| 122 | Бишкураевский         | сельсовет | Туймазинский    |
| 123 | Благоварский          | сельсовет | Благоварский    |
| 124 | Богдановский          | сельсовет | Балтачевский    |
| 125 | Богдановский          | сельсовет | Миякинский      |
| 126 | Богородский           | сельсовет | Благовещенский  |
| 127 | Большекаркалинский    | сельсовет | Миякинский      |
| 128 | Большекачаковский     | сельсовет | Калтасинский    |
| 129 | Большеокинский        | сельсовет | Мечетлинский    |
| 130 | Большесухоязовский    | сельсовет | Мишкинский      |
| 131 | Большеустьикинский    | сельсовет | Мечетлинский    |
| 132 | Большешадинский       | сельсовет | Мишкинский      |
| 133 | Бузатовский           | сельсовет | Стерлибашевский |
| 134 | Буздякский            | сельсовет | Буздякский      |
| 135 | Бузовьязовский        | сельсовет | Кармаскалинский |
| 136 | Бузюровский           | сельсовет | Бакалинский     |
| 137 | Буйдинский            | сельсовет | Учалинский      |
| 138 | Булгаковский          | сельсовет | Уфимский        |
| 139 | Буль-Кайпановский     | сельсовет | Татышлинский    |
| 140 | Булякаевский          | сельсовет | Фёдоровский     |
| 141 | Бураевский            | сельсовет | Бураевский      |
| 142 | Бурангуловский        | сельсовет | Абзелиловский   |
| 143 | Бурибаевский          | сельсовет | Хайбуллинский   |
| 144 | Буриказгановский      | сельсовет | Стерлитамакский |
| 145 | Бурлинский            | сельсовет | Гафурийский     |
| 146 | Бурновский            | сельсовет | Бирский         |
| 147 | Буруновский           | сельсовет | Гафурийский     |
| 148 | Ванышевский           | сельсовет | Бураевский      |
| 149 | Верхнеавзянский       | сельсовет | Белорецкий      |
| 150 | Верхнебишиндинский    | сельсовет | Туймазинский    |
| 151 | Верхнегалеевский      | сельсовет | Зилаирский      |
| 152 | Верхнекигинский       | сельсовет | Кигинский       |
| 153 | Верхнелачентауский    | сельсовет | Бирский         |
| 154 | Верхнесуянский        | сельсовет | Караидельский   |
| 155 | Верхнетатышлинский    | сельсовет | Татышлинский    |
| 156 | Верхнетроицкий        | сельсовет | Туймазинский    |
| 157 | Верхнеянактаевский    | сельсовет | Балтачевский    |
| 158 | Верхнеяушевский       | сельсовет | Фёдоровский     |
| 159 | Верхоторский          | сельсовет | Ишимбайский     |
| 160 | Воздвиженский         | сельсовет | Альшеевский     |
| 161 | Вознесенский          | сельсовет | Дуванский       |
| 162 | Волковский            | сельсовет | Благовещенский  |
| 163 | Волостновский         | сельсовет | Кугарчинский    |
| 164 | Воскресенский         | сельсовет | Мелеузовский    |
| 165 | Вострецовский         | сельсовет | Бураевский      |
| 166 | Восьмомартовский      | сельсовет | Ермекеевский    |
| 167 | Воядинский            | сельсовет | Янаульский      |
| 168 | Гайниямакский         | сельсовет | Альшеевский     |
| 169 | Галиакберовский       | сельсовет | Бурзянский      |
| 170 | Гафурийский           | сельсовет | Буздякский      |
| 171 | Гафуровский           | сельсовет | Туймазинский    |
| 172 | Гончаровский          | сельсовет | Фёдоровский     |
| 173 | Горьковский           | сельсовет | Кушнаренковский |
| 174 | Гусевский             | сельсовет | Абзелиловский   |
| 175 | Давлетовский          | сельсовет | Абзелиловский   |
| 176 | Дедовский             | сельсовет | Фёдоровский     |
| 177 | Дёмский               | сельсовет | Бижбулякский    |
| 178 | Денискинский          | сельсовет | Фёдоровский     |
| 179 | Денисовский           | сельсовет | Мелеузовский    |
| 180 | Дияшевский            | сельсовет | Бакалинский     |
| 181 | Дмитриево-Полянский   | сельсовет | Шаранский       |
| 182 | Дмитриевский          | сельсовет | Благоварский    |
| 183 | Дмитриевский          | сельсовет | Зилаирский      |
| 184 | Дмитриевский          | сельсовет | Уфимский        |
| 185 | Дмитриевский          | сельсовет | Чишминский      |
| 186 | Донской               | сельсовет | Белебеевский    |
| 187 | Дуван-Мечетлинский    | сельсовет | Мечетлинский    |
| 188 | Дуванский             | сельсовет | Дуванский       |
| 189 | Дурасовский           | сельсовет | Чишминский      |
| 190 | Душанбековский        | сельсовет | Кигинский       |
| 191 | Дюмеевский            | сельсовет | Илишевский      |
| 192 | Дюртюлинский          | сельсовет | Шаранский       |
| 193 | Евбулякский           | сельсовет | Аскинский       |
| 194 | Еланлинский           | сельсовет | Кигинский       |
| 195 | Елбулактамакский      | сельсовет | Бижбулякский    |
| 196 | Емашинский            | сельсовет | Белокатайский   |
| 197 | Енгалышевский         | сельсовет | Чишминский      |
| 198 | Енебей-Урсаевский     | сельсовет | Миякинский      |
| 199 | Еремеевский           | сельсовет | Чишминский      |
| 200 | Ермекеевский          | сельсовет | Ермекеевский    |
| 201 | Ермолаевский          | сельсовет | Куюргазинский   |
| 202 | Ермолкинский          | сельсовет | Белебеевский    |
| 203 | Ефремкинский          | сельсовет | Кармаскалинский |
| 204 | Железнодорожный       | сельсовет | Белорецкий      |
| 205 | Жуковский             | сельсовет | Уфимский        |
| 206 | Заимкинский           | сельсовет | Дуванский       |
| 207 | Зареченский           | сельсовет | Кугарчинский    |
| 208 | Зеленоклиновский      | сельсовет | Альшеевский     |
| 209 | Зигазинский           | сельсовет | Белорецкий      |
| 210 | Зилаирский            | сельсовет | Баймакский      |
| 211 | Зилаирский            | сельсовет | Зилаирский      |
| 212 | Зилимкарановский      | сельсовет | Гафурийский     |
| 213 | Зильдяровский         | сельсовет | Миякинский      |
| 214 | Зирганский            | сельсовет | Мелеузовский    |
| 215 | Зириклинский          | сельсовет | Бижбулякский    |
| 216 | Зириклинский          | сельсовет | Шаранский       |
| 217 | Знаменский            | сельсовет | Белебеевский    |
| 218 | Зубовский             | сельсовет | Уфимский        |
| 219 | Зуяковский            | сельсовет | Белорецкий      |
| 220 | Зяк-Ишметовский       | сельсовет | Куюргазинский   |
| 221 | Ибрагимовский         | сельсовет | Чишминский      |
| 222 | Ибраевский            | сельсовет | Альшеевский     |
| 223 | Ибраевский            | сельсовет | Аургазинский    |
| 224 | Ибраевский            | сельсовет | Кигинский       |
| 225 | Ибраевский            | сельсовет | Кугарчинский    |
| 226 | Ивано-Казанский       | сельсовет | Иглинский       |
| 227 | Ивано-Кувалатский     | сельсовет | Зилаирский      |
| 228 | Ивановский            | сельсовет | Давлекановский  |
| 229 | Ивановский            | сельсовет | Хайбуллинский   |
| 230 | Иглинский             | сельсовет | Иглинский       |
| 231 | Игметовский           | сельсовет | Илишевский      |
| 232 | Ижбердинский          | сельсовет | Кугарчинский    |
| 233 | Ижболдинский          | сельсовет | Янаульский      |
| 234 | Изяковский            | сельсовет | Благовещенский  |
| 235 | Иликовский            | сельсовет | Благовещенский  |
| 236 | Ильино-Полянский      | сельсовет | Благовещенский  |
| 237 | Илькинеевский         | сельсовет | Куюргазинский   |
| 238 | Ильчигуловский        | сельсовет | Миякинский      |
| 239 | Ильчигуловский        | сельсовет | Учалинский      |
| 240 | Ильчимбетовский       | сельсовет | Туймазинский    |
| 241 | Ильчинский            | сельсовет | Учалинский      |
| 242 | Имай-Кармалинский     | сельсовет | Давлекановский  |
| 243 | Имангуловский         | сельсовет | Учалинский      |
| 244 | Имендяшевский         | сельсовет | Гафурийский     |
| 245 | Имянликулевский       | сельсовет | Чекмагушевский  |
| 246 | Инзерский             | сельсовет | Архангельский   |
| 247 | Инзерский             | сельсовет | Белорецкий      |
| 248 | Иргизлинский          | сельсовет | Бурзянский      |
| 249 | Ирныкшинский          | сельсовет | Архангельский   |
| 250 | Ирсаевский            | сельсовет | Мишкинский      |
| 251 | Иртюбякский           | сельсовет | Кугарчинский    |
| 252 | Исаметовский          | сельсовет | Илишевский      |
| 253 | Исанбаевский          | сельсовет | Илишевский      |
| 254 | Исимовский            | сельсовет | Кугарчинский    |
| 255 | Исмагиловский         | сельсовет | Аургазинский    |
| 256 | Исмаиловский          | сельсовет | Дюртюлинский    |
| 257 | Истякский             | сельсовет | Янаульский      |
| 258 | Исянгуловский         | сельсовет | Зианчуринский   |
| 259 | Итеевский             | сельсовет | Илишевский      |
| 260 | Иткинеевский          | сельсовет | Янаульский      |
| 261 | Иткуловский           | сельсовет | Ишимбайский     |
| 262 | Ишбердинский          | сельсовет | Баймакский      |
| 263 | Ишеевский             | сельсовет | Ишимбайский     |
| 264 | Ишимбаевский          | сельсовет | Салаватский     |
| 265 | Ишкаровский           | сельсовет | Илишевский      |
| 266 | Ишлинский             | сельсовет | Аургазинский    |
| 267 | Ишлинский             | сельсовет | Белорецкий      |
| 268 | Ишмурзинский          | сельсовет | Баймакский      |
| 269 | Ишмухаметовский       | сельсовет | Баймакский      |
| 270 | Иштугановский         | сельсовет | Мелеузовский    |
| 271 | Кабаковский           | сельсовет | Кармаскалинский |
| 272 | Кабакушский           | сельсовет | Стерлибашевский |
| 273 | Кагинский             | сельсовет | Белорецкий      |
| 274 | Кадыргуловский        | сельсовет | Давлекановский  |
| 275 | Кадыровский           | сельсовет | Илишевский      |
| 276 | Казадаевский          | сельсовет | Стерлитамакский |
| 277 | Казанбулакский        | сельсовет | Зианчуринский   |
| 278 | Казангуловский        | сельсовет | Давлекановский  |
| 279 | Казанский             | сельсовет | Альшеевский     |
| 280 | Казанчинский          | сельсовет | Аскинский       |
| 281 | Каинлыковский         | сельсовет | Бураевский      |
| 282 | Кайраковский          | сельсовет | Мишкинский      |
| 283 | Какрыбашевский        | сельсовет | Туймазинский    |
| 284 | Калегинский           | сельсовет | Калтасинский    |
| 285 | Калининский           | сельсовет | Бижбулякский    |
| 286 | Калинниковский        | сельсовет | Бирский         |
| 287 | Калмашбашевский       | сельсовет | Чекмагушевский  |
| 288 | Калмиябашевский       | сельсовет | Калтасинский    |
| 289 | Калтасинский          | сельсовет | Калтасинский    |
| 290 | Калтымановский        | сельсовет | Иглинский       |
| 291 | Кальмияровский        | сельсовет | Татышлинский    |
| 292 | Кальтовский           | сельсовет | Иглинский       |
| 293 | Кальтяевский          | сельсовет | Татышлинский    |
| 294 | Камеевский            | сельсовет | Мишкинский      |
| 295 | Каменский             | сельсовет | Бижбулякский    |
| 296 | Камышлинский          | сельсовет | Кармаскалинский |
| 297 | Камышлытамакский      | сельсовет | Бакалинский     |
| 298 | Кананикольский        | сельсовет | Зилаирский      |
| 299 | Кандаковский          | сельсовет | Кигинский       |
| 300 | Кандринский           | сельсовет | Туймазинский    |
| 301 | Канзафаровский        | сельсовет | Зилаирский      |
| 302 | Канлы-Туркеевский     | сельсовет | Буздякский      |
| 303 | Кара-Якуповский       | сельсовет | Чишминский      |
| 304 | Карабашевский         | сельсовет | Илишевский      |
| 305 | Карагушский           | сельсовет | Стерлибашевский |
| 306 | Караидельский         | сельсовет | Караидельский   |
| 307 | Каралачикский         | сельсовет | Фёдоровский     |
| 308 | Карамалы-Губеевский   | сельсовет | Туймазинский    |
| 309 | Карановский           | сельсовет | Миякинский      |
| 310 | Каранский             | сельсовет | Буздякский      |
| 311 | Каратовский           | сельсовет | Туймазинский    |
| 312 | Карача-Елгинский      | сельсовет | Кушнаренковский |
| 313 | Караярский            | сельсовет | Караидельский   |
| 314 | Каргалинский          | сельсовет | Благоварский    |
| 315 | Кариевский            | сельсовет | Краснокамский   |
| 316 | Карламанский          | сельсовет | Кармаскалинский |
| 317 | Карлыхановский        | сельсовет | Белокатайский   |
| 318 | Кармановский          | сельсовет | Янаульский      |
| 319 | Кармасанский          | сельсовет | Уфимский        |
| 320 | Кармаскалинский       | сельсовет | Кармаскалинский |
| 321 | Кармышевский          | сельсовет | Альшеевский     |
| 322 | Карткисяковский       | сельсовет | Аскинский       |
| 323 | Качегановский         | сельсовет | Миякинский      |
| 324 | Кашкалашинский        | сельсовет | Благоварский    |
| 325 | Кашкалевский          | сельсовет | Бураевский      |
| 326 | Кашкаровский          | сельсовет | Зилаирский      |
| 327 | Кашкинский            | сельсовет | Аскинский       |
| 328 | Кебячевский           | сельсовет | Аургазинский    |
| 329 | Кельтеевский          | сельсовет | Калтасинский    |
| 330 | Кенгер-Менеузовский   | сельсовет | Бижбулякский    |
| 331 | Кидрячевский          | сельсовет | Давлекановский  |
| 332 | Киекбаевский          | сельсовет | Бурзянский      |
| 333 | Килеевский            | сельсовет | Бакалинский     |
| 334 | Килимовский           | сельсовет | Буздякский      |
| 335 | Кипчак-Аскаровский    | сельсовет | Альшеевский     |
| 336 | Кипчакский            | сельсовет | Бурзянский      |
| 337 | Кирдасовский          | сельсовет | Абзелиловский   |
| 338 | Кирзинский            | сельсовет | Караидельский   |
| 339 | Кирилловский          | сельсовет | Уфимский        |
| 340 | Кирябинский           | сельсовет | Учалинский      |
| 341 | Кисак-Каинский        | сельсовет | Янаульский      |
| 342 | Ключевский            | сельсовет | Аскинский       |
| 343 | Ковардинский          | сельсовет | Гафурийский     |
| 344 | Кожай-Семёновский     | сельсовет | Миякинский      |
| 345 | Константиноградовский | сельсовет | Стерлитамакский |
| 346 | Копей-Кубовский       | сельсовет | Буздякский      |
| 347 | Корнеевский           | сельсовет | Мелеузовский    |
| 348 | Кош-Елгинский         | сельсовет | Бижбулякский    |
| 349 | Краснобашкирский      | сельсовет | Абзелиловский   |
| 350 | Красновосходский      | сельсовет | Иглинский       |
| 351 | Красногорский         | сельсовет | Нуримановский   |
| 352 | Краснозилимский       | сельсовет | Архангельский   |
| 353 | Красноключевский      | сельсовет | Нуримановский   |
| 354 | Краснокуртовский      | сельсовет | Архангельский   |
| 355 | Красноусольский       | сельсовет | Гафурийский     |
| 356 | Краснохолмский        | сельсовет | Калтасинский    |
| 357 | Красноярский          | сельсовет | Стерлитамакский |
| 358 | Красноярский          | сельсовет | Уфимский        |
| 359 | Кривле-Илюшкинский    | сельсовет | Куюргазинский   |
| 360 | Кубиязовский          | сельсовет | Аскинский       |
| 361 | Куганакбашевский      | сельсовет | Стерлибашевский |
| 362 | Куганакский           | сельсовет | Стерлитамакский |
| 363 | Кугарчинский          | сельсовет | Кугарчинский    |
| 364 | Кудашевский           | сельсовет | Татышлинский    |
| 365 | Кудеевский            | сельсовет | Иглинский       |
| 366 | Кужбахтинский         | сельсовет | Илишевский      |
| 367 | Кузбаевский           | сельсовет | Бураевский      |
| 368 | Кузеевский            | сельсовет | Буздякский      |
| 369 | Кузяновский           | сельсовет | Ишимбайский     |
| 370 | Куккуяновский         | сельсовет | Дюртюлинский    |
| 371 | Кулганинский          | сельсовет | Бурзянский      |
| 372 | Кулгунинский          | сельсовет | Ишимбайский     |
| 373 | Кульчуровский         | сельсовет | Баймакский      |
| 374 | Кунакбаевский         | сельсовет | Учалинский      |
| 375 | Кунгаковский          | сельсовет | Аскинский       |
| 376 | Кундашлинский         | сельсовет | Балтачевский    |
| 377 | Кундрякский           | сельсовет | Стерлибашевский |
| 378 | Кунтугушевский        | сельсовет | Балтачевский    |
| 379 | Кургатовский          | сельсовет | Мечетлинский    |
| 380 | Курдымский            | сельсовет | Татышлинский    |
| 381 | Курманкеевский        | сельсовет | Давлекановский  |
| 382 | Куртлыкульский        | сельсовет | Караидельский   |
| 383 | Кусеевский            | сельсовет | Баймакский      |
| 384 | Кусекеевский          | сельсовет | Бирский         |
| 385 | Кучербаевский         | сельсовет | Благоварский    |
| 386 | Кушманаковский        | сельсовет | Бураевский      |
| 387 | Кушнаренковский       | сельсовет | Кушнаренковский |
| 388 | Куштиряковский        | сельсовет | Бакалинский     |
| 389 | Куяновский            | сельсовет | Краснокамский   |
| 390 | Кшлау-Елгинский       | сельсовет | Аскинский       |
| 391 | Кызыл-Ярский          | сельсовет | Ермекеевский    |
| 392 | Кызыльский            | сельсовет | Альшеевский     |
| 393 | Лагеревский           | сельсовет | Салаватский     |
| 394 | Лаклинский            | сельсовет | Салаватский     |
| 395 | Лемазинский           | сельсовет | Дуванский       |
| 396 | Лемез-Тамакский       | сельсовет | Мечетлинский    |
| 397 | Лемезинский           | сельсовет | Иглинский       |
| 398 | Ленинский             | сельсовет | Куюргазинский   |
| 399 | Лесной                | сельсовет | Чишминский      |
| 400 | Леузинский            | сельсовет | Кигинский       |
| 401 | Липовский             | сельсовет | Архангельский   |
| 402 | Ломовский             | сельсовет | Белорецкий      |
| 403 | Мавлютовский          | сельсовет | Мишкинский      |
| 404 | Магинский             | сельсовет | Караидельский   |
| 405 | Майгазинский          | сельсовет | Белокатайский   |
| 406 | Майский               | сельсовет | Иглинский       |
| 407 | Маканский             | сельсовет | Хайбуллинский   |
| 408 | Макаровский           | сельсовет | Ишимбайский     |
| 409 | Максим-Горьковский    | сельсовет | Белебеевский    |
| 410 | Максимовский          | сельсовет | Стерлитамакский |
| 411 | Максимовский          | сельсовет | Янаульский      |
| 412 | Максютовский          | сельсовет | Кугарчинский    |
| 413 | Малиновский           | сельсовет | Белебеевский    |
| 414 | Малоустьикинский      | сельсовет | Мечетлинский    |
| 415 | Малоязовский          | сельсовет | Салаватский     |
| 416 | Мансуровский          | сельсовет | Учалинский      |
| 417 | Матвеевский           | сельсовет | Кушнаренковский |
| 418 | Матраевский           | сельсовет | Зилаирский      |
| 419 | Маядыковский          | сельсовет | Бирский         |
| 420 | Маядыковский          | сельсовет | Дюртюлинский    |
| 421 | Мелеузовский          | сельсовет | Мелеузовский    |
| 422 | Мендяновский          | сельсовет | Альшеевский     |
| 423 | Менеузтамакский       | сельсовет | Миякинский      |
| 424 | Мерясовский           | сельсовет | Баймакский      |
| 425 | Меселинский           | сельсовет | Аургазинский    |
| 426 | Месягутовский         | сельсовет | Дуванский       |
| 427 | Месягутовский         | сельсовет | Янаульский      |
| 428 | Метевбашевский        | сельсовет | Белебеевский    |
| 429 | Метелинский           | сельсовет | Дуванский       |
| 430 | Мечетлинский          | сельсовет | Салаватский     |
| 431 | Мещегаровский         | сельсовет | Салаватский     |
| 432 | Микяшевский           | сельсовет | Давлекановский  |
| 433 | Миловский             | сельсовет | Уфимский        |
| 434 | Миндякский            | сельсовет | Учалинский      |
| 435 | Мирновский            | сельсовет | Благоварский    |
| 436 | Михайловский          | сельсовет | Аургазинский    |
| 437 | Михайловский          | сельсовет | Бакалинский     |
| 438 | Михайловский          | сельсовет | Бижбулякский    |
| 439 | Михайловский          | сельсовет | Дуванский       |
| 440 | Михайловский          | сельсовет | Уфимский        |
| 441 | Михайловский          | сельсовет | Фёдоровский     |
| 442 | Мичуринский           | сельсовет | Шаранский       |
| 443 | Мишкинский            | сельсовет | Мишкинский      |
| 444 | Миякибашевский        | сельсовет | Миякинский      |
| 445 | Миякинский            | сельсовет | Миякинский      |
| 446 | Московский            | сельсовет | Дюртюлинский    |
| 447 | Мраковский            | сельсовет | Гафурийский     |
| 448 | Мраковский            | сельсовет | Кугарчинский    |
| 449 | Музяковский           | сельсовет | Краснокамский   |
| 450 | Муйнакский            | сельсовет | Зианчуринский   |
| 451 | Мукасовский           | сельсовет | Баймакский      |
| 452 | Мурапталовский        | сельсовет | Куюргазинский   |
| 453 | Мурсалимкинский       | сельсовет | Салаватский     |
| 454 | Мустафинский          | сельсовет | Бакалинский     |
| 455 | Мутабашевский         | сельсовет | Аскинский       |
| 456 | Нагадакский           | сельсовет | Аургазинский    |
| 457 | Надеждинский          | сельсовет | Иглинский       |
| 458 | Насибашевский         | сельсовет | Салаватский     |
| 459 | Наумовский            | сельсовет | Стерлитамакский |
| 460 | Наурузовский          | сельсовет | Учалинский      |
| 461 | Нигаматовский         | сельсовет | Баймакский      |
| 462 | Нигматуллинский       | сельсовет | Альшеевский     |
| 463 | Нижнеаврюзовский      | сельсовет | Альшеевский     |
| 464 | Нижнебалтачевский     | сельсовет | Татышлинский    |
| 465 | Нижнебиккузинский     | сельсовет | Кугарчинский    |
| 466 | Нижнезаитовский       | сельсовет | Шаранский       |
| 467 | Нижнеискушинский      | сельсовет | Белокатайский   |
| 468 | Нижнекарышевский      | сельсовет | Балтачевский    |
| 469 | Нижнекачмашевский     | сельсовет | Калтасинский    |
| 470 | Нижнекигинский        | сельсовет | Кигинский       |
| 471 | Нижнесикиязовский     | сельсовет | Балтачевский    |
| 472 | Нижнеташлинский       | сельсовет | Шаранский       |
| 473 | Нижнетроицкий         | сельсовет | Туймазинский    |
| 474 | Нижнеулу-Елгинский    | сельсовет | Ермекеевский    |
| 475 | Никифаровский         | сельсовет | Альшеевский     |
| 476 | Николаевский          | сельсовет | Белорецкий      |
| 477 | Николаевский          | сельсовет | Благовещенский  |
| 478 | Николаевский          | сельсовет | Кармаскалинский |
| 479 | Николаевский          | сельсовет | Стерлитамакский |
| 480 | Николаевский          | сельсовет | Туймазинский    |
| 481 | Николаевский          | сельсовет | Уфимский        |
| 482 | Николо-Берёзовский    | сельсовет | Краснокамский   |
| 483 | Никольский            | сельсовет | Краснокамский   |
| 484 | Никольский            | сельсовет | Нуримановский   |
| 485 | Новоартаульский       | сельсовет | Янаульский      |
| 486 | Новобайрамгуловский   | сельсовет | Учалинский      |
| 487 | Новобалтачевский      | сельсовет | Чекмагушевский  |
| 488 | Новобелокатайский     | сельсовет | Белокатайский   |
| 489 | Новобердяшский        | сельсовет | Караидельский   |
| 490 | Новобуринский         | сельсовет | Краснокамский   |
| 491 | Новозирганский        | сельсовет | Хайбуллинский   |
| 492 | Новокабановский       | сельсовет | Краснокамский   |
| 493 | Новокаинлыковский     | сельсовет | Краснокамский   |
| 494 | Новокальчировский     | сельсовет | Аургазинский    |
| 495 | Новокарамалинский     | сельсовет | Миякинский      |
| 496 | Новокатаевский        | сельсовет | Бакалинский     |
| 497 | Новокиешкинский       | сельсовет | Кармаскалинский |
| 498 | Новокильбахтинский    | сельсовет | Калтасинский    |
| 499 | Новокулевский         | сельсовет | Нуримановский   |
| 500 | Новокутовский         | сельсовет | Чекмагушевский  |
| 501 | Новомедведевский      | сельсовет | Илишевский      |
| 502 | Новомещеровский       | сельсовет | Мечетлинский    |
| 503 | Новомуллакаевский     | сельсовет | Караидельский   |
| 504 | Новонагаевский        | сельсовет | Краснокамский   |
| 505 | Новонадеждинский      | сельсовет | Благовещенский  |
| 506 | Новопетровский        | сельсовет | Зианчуринский   |
| 507 | Новопетровский        | сельсовет | Кугарчинский    |
| 508 | Новосубаевский        | сельсовет | Нуримановский   |
| 509 | Новотатышлинский      | сельсовет | Татышлинский    |
| 510 | Новотроицкий          | сельсовет | Мишкинский      |
| 511 | Новотроицкий          | сельсовет | Чишминский      |
| 512 | Новоурсаевский        | сельсовет | Бакалинский     |
| 513 | Новочебенкинский      | сельсовет | Зианчуринский   |
| 514 | Новоянзигитовский     | сельсовет | Краснокамский   |
| 515 | Новояушевский         | сельсовет | Мечетлинский    |
| 516 | Ногушинский           | сельсовет | Белокатайский   |
| 517 | Нордовский            | сельсовет | Мелеузовский    |
| 518 | Норкинский            | сельсовет | Балтачевский    |
| 519 | Нугушевский           | сельсовет | Мелеузовский    |
| 520 | Нукаевский            | сельсовет | Кугарчинский    |
| 521 | Нуреевский            | сельсовет | Шаранский       |
| 522 | Нурский               | сельсовет | Белорецкий      |
| 523 | Озеркинский           | сельсовет | Караидельский   |
| 524 | Октябрьский           | сельсовет | Благовещенский  |
| 525 | Октябрьский           | сельсовет | Стерлитамакский |
| 526 | Ольховский            | сельсовет | Уфимский        |
| 527 | Орловский             | сельсовет | Архангельский   |
| 528 | Орловский             | сельсовет | Благовещенский  |
| 529 | Орловский             | сельсовет | Янаульский      |
| 530 | Осиновский            | сельсовет | Бирский         |
| 531 | Отрадинский           | сельсовет | Куюргазинский   |
| 532 | Отрадовский           | сельсовет | Стерлитамакский |
| 533 | Охлебининский         | сельсовет | Иглинский       |
| 534 | Павловский            | сельсовет | Нуримановский   |
| 535 | Партизанский          | сельсовет | Мелеузовский    |
| 536 | Первомайский          | сельсовет | Благоварский    |
| 537 | Первомайский          | сельсовет | Мелеузовский    |
| 538 | Первомайский          | сельсовет | Нуримановский   |
| 539 | Первомайский          | сельсовет | Салаватский     |
| 540 | Первомайский          | сельсовет | Стерлитамакский |
| 541 | Первомайский          | сельсовет | Янаульский      |
| 542 | Петровский            | сельсовет | Ишимбайский     |
| 543 | Петропавловский       | сельсовет | Аскинский       |
| 544 | Писаревский           | сельсовет | Шаранский       |
| 545 | Побоищенский          | сельсовет | Кугарчинский    |
| 546 | Подлесненский         | сельсовет | Стерлитамакский |
| 547 | Подлубовский          | сельсовет | Караидельский   |
| 548 | Подлубовский          | сельсовет | Кармаскалинский |
| 549 | Покровский            | сельсовет | Благовещенский  |
| 550 | Покровский            | сельсовет | Фёдоровский     |
| 551 | Поляковский           | сельсовет | Давлекановский  |
| 552 | Поляковский           | сельсовет | Учалинский      |
| 553 | Прибельский           | сельсовет | Кармаскалинский |
| 554 | Приютовский           | поссовет  | Белебеевский    |
| 555 | Пугачёвский           | сельсовет | Фёдоровский     |
| 556 | Равиловский           | сельсовет | Абзелиловский   |
| 557 | Раевский              | сельсовет | Альшеевский     |
| 558 | Раевский              | сельсовет | Давлекановский  |
| 559 | Раздольевский         | сельсовет | Краснокамский   |
| 560 | Разинский             | сельсовет | Фёдоровский     |
| 561 | Рапатовский           | сельсовет | Чекмагушевский  |
| 562 | Расмекеевский         | сельсовет | Кушнаренковский |
| 563 | Рассветовский         | сельсовет | Белебеевский    |
| 564 | Рассветовский         | сельсовет | Давлекановский  |
| 565 | Резяповский           | сельсовет | Чекмагушевский  |
| 566 | Ростовский            | сельсовет | Мечетлинский    |
| 567 | Рощинский             | сельсовет | Стерлитамакский |
| 568 | Рсаевский             | сельсовет | Илишевский      |
| 569 | Русско-Юрмашский      | сельсовет | Уфимский        |
| 570 | Рухтинский            | сельсовет | Дуванский       |
| 571 | Рязановский           | сельсовет | Стерлитамакский |
| 572 | Рятамакский           | сельсовет | Ермекеевский    |
| 573 | Сабаевский            | сельсовет | Буздякский      |
| 574 | Сабыровский           | сельсовет | Зилаирский      |
| 575 | Савалеевский          | сельсовет | Кармаскалинский |
| 576 | Саитбабинский         | сельсовет | Гафурийский     |
| 577 | Сайрановский          | сельсовет | Ишимбайский     |
| 578 | Сайрановский          | сельсовет | Туймазинский    |
| 579 | Сакмарский            | сельсовет | Зианчуринский   |
| 580 | Салаватский           | сельсовет | Салаватский     |
| 581 | Сальевский            | сельсовет | Дуванский       |
| 582 | Самарский             | сельсовет | Хайбуллинский   |
| 583 | Сандугачевский        | сельсовет | Янаульский      |
| 584 | Санзяповский          | сельсовет | Кугарчинский    |
| 585 | Саннинский            | сельсовет | Благовещенский  |
| 586 | Сарайсинский          | сельсовет | Стерлибашевский |
| 587 | Сарвинский            | сельсовет | Нуримановский   |
| 588 | Сарышевский           | сельсовет | Мелеузовский    |
| 589 | Сатыевский            | сельсовет | Миякинский      |
| 590 | Саузбашевский         | сельсовет | Краснокамский   |
| 591 | Сафаровский           | сельсовет | Учалинский      |
| 592 | Сафаровский           | сельсовет | Чишминский      |
| 593 | Сахаевский            | сельсовет | Кармаскалинский |
| 594 | Свободинский          | сельсовет | Куюргазинский   |
| 595 | Сейтяковский          | сельсовет | Балтачевский    |
| 596 | Семёнкинский          | сельсовет | Аургазинский    |
| 597 | Семенкинский          | сельсовет | Белебеевский    |
| 598 | Семёновский           | сельсовет | Баймакский      |
| 599 | Семилетовский         | сельсовет | Дюртюлинский    |
| 600 | Серафимовский         | сельсовет | Туймазинский    |
| 601 | Сергиопольский        | сельсовет | Давлекановский  |
| 602 | Серменевский          | сельсовет | Белорецкий      |
| 603 | Сибайский             | сельсовет | Баймакский      |
| 604 | Сикиязский            | сельсовет | Дуванский       |
| 605 | Силантьевский         | сельсовет | Бирский         |
| 606 | Скворчихинский        | сельсовет | Ишимбайский     |
| 607 | Слакбашевский         | сельсовет | Белебеевский    |
| 608 | Слаковский            | сельсовет | Альшеевский     |
| 609 | Соколовский           | сельсовет | Давлекановский  |
| 610 | Сосновский            | сельсовет | Белорецкий      |
| 611 | Спартакский           | сельсовет | Ермекеевский    |
| 612 | Среднекарамалинский   | сельсовет | Ермекеевский    |
| 613 | Староакбуляковский    | сельсовет | Караидельский   |
| 614 | Староарзаматовский    | сельсовет | Мишкинский      |
| 615 | Старобабичевский      | сельсовет | Кармаскалинский |
| 616 | Старобазановский      | сельсовет | Бирский         |
| 617 | Старобаишевский       | сельсовет | Дюртюлинский    |
| 618 | Старобалтачевский     | сельсовет | Балтачевский    |
| 619 | Старобедеевский       | сельсовет | Нуримановский   |
| 620 | Старобелокатайский    | сельсовет | Белокатайский   |
| 621 | Староваряшский        | сельсовет | Янаульский      |
| 622 | Старогумеровский      | сельсовет | Кушнаренковский |
| 623 | Староисаевский        | сельсовет | Нуримановский   |
| 624 | Старокалкашевский     | сельсовет | Стерлибашевский |
| 625 | Старокалмашевский     | сельсовет | Чекмагушевский  |
| 626 | Старокамышлинский     | сельсовет | Кушнаренковский |
| 627 | Старокостеевский      | сельсовет | Бакалинский     |
| 628 | Старокудашевский      | сельсовет | Янаульский      |
| 629 | Старокуктовский       | сельсовет | Илишевский      |
| 630 | Старокурмашевский     | сельсовет | Кушнаренковский |
| 631 | Старокуручевский      | сельсовет | Бакалинский     |
| 632 | Староматинский        | сельсовет | Бакалинский     |
| 633 | Старомунасиповский    | сельсовет | Бурзянский      |
| 634 | Старомусинский        | сельсовет | Кармаскалинский |
| 635 | Старонадеждинский     | сельсовет | Благовещенский  |
| 636 | Старопетровский       | сельсовет | Бирский         |
| 637 | Старосубхангуловский  | сельсовет | Бурзянский      |
| 638 | Старосуллинский       | сельсовет | Ермекеевский    |
| 639 | Старотуймазинский     | сельсовет | Туймазинский    |
| 640 | Старотукмаклинский    | сельсовет | Кушнаренковский |
| 641 | Старотумбагушевский   | сельсовет | Шаранский       |
| 642 | Старотураевский       | сельсовет | Ермекеевский    |
| 643 | Старошарашлинский     | сельсовет | Бакалинский     |
| 644 | Староянбаевский       | сельсовет | Балтачевский    |
| 645 | Староянтузовский      | сельсовет | Дюртюлинский    |
| 646 | Старояшевский         | сельсовет | Калтасинский    |
| 647 | Степановский          | сельсовет | Аургазинский    |
| 648 | Стерлибашевский       | сельсовет | Стерлибашевский |
| 649 | Суккуловский          | сельсовет | Дюртюлинский    |
| 650 | Суккуловский          | сельсовет | Ермекеевский    |
| 651 | Султанбековский       | сельсовет | Аскинский       |
| 652 | Султанмуратовский     | сельсовет | Аургазинский    |
| 653 | Суренский             | сельсовет | Зианчуринский   |
| 654 | Сусловский            | сельсовет | Бирский         |
| 655 | Сухореченский         | сельсовет | Бижбулякский    |
| 656 | Сюльтинский           | сельсовет | Илишевский      |
| 657 | Табынский             | сельсовет | Гафурийский     |
| 658 | Тавакачевский         | сельсовет | Архангельский   |
| 659 | Тавларовский          | сельсовет | Буздякский      |
| 660 | Тавлыкаевский         | сельсовет | Баймакский      |
| 661 | Тавтимановский        | сельсовет | Иглинский       |
| 662 | Тазларовский          | сельсовет | Бураевский      |
| 663 | Тазларовский          | сельсовет | Зианчуринский   |
| 664 | Таймасовский          | сельсовет | Куюргазинский   |
| 665 | Таймеевский           | сельсовет | Салаватский     |
| 666 | Таймурзинский         | сельсовет | Дюртюлинский    |
| 667 | Тайняшевский          | сельсовет | Чекмагушевский  |
| 668 | Такарликовский        | сельсовет | Дюртюлинский    |
| 669 | Тактагуловский        | сельсовет | Бакалинский     |
| 670 | Таналыкский           | сельсовет | Хайбуллинский   |
| 671 | Тангатаровский        | сельсовет | Бураевский      |
| 672 | Тановский             | сельсовет | Благоварский    |
| 673 | Таптыковский          | сельсовет | Уфимский        |
| 674 | Тардавский            | сельсовет | Белокатайский   |
| 675 | Тарказинский          | сельсовет | Ермекеевский    |
| 676 | Татар-Улкановский     | сельсовет | Туймазинский    |
| 677 | Татлыбаевский         | сельсовет | Баймакский      |
| 678 | Татыр-Узякский        | сельсовет | Хайбуллинский   |
| 679 | Ташбукановский        | сельсовет | Гафурийский     |
| 680 | Ташбулатовский        | сельсовет | Абзелиловский   |
| 681 | Ташлинский            | сельсовет | Альшеевский     |
| 682 | Ташлинский            | сельсовет | Гафурийский     |
| 683 | Таштамакский          | сельсовет | Аургазинский    |
| 684 | Таштимеровский        | сельсовет | Абзелиловский   |
| 685 | Темясовский           | сельсовет | Баймакский      |
| 686 | Теняевский            | сельсовет | Фёдоровский     |
| 687 | Тепляковский          | сельсовет | Бураевский      |
| 688 | Терменевский          | сельсовет | Салаватский     |
| 689 | Тимировский           | сельсовет | Бурзянский      |
| 690 | Тирлянский            | сельсовет | Белорецкий      |
| 691 | Тляумбетовский        | сельсовет | Кугарчинский    |
| 692 | Толбазинский          | сельсовет | Аургазинский    |
| 693 | Толпаровский          | сельсовет | Гафурийский     |
| 694 | Тошкуровский          | сельсовет | Балтачевский    |
| 695 | Троицкий              | сельсовет | Благоварский    |
| 696 | Трунтаишевский        | сельсовет | Альшеевский     |
| 697 | Тряпинский            | сельсовет | Аургазинский    |
| 698 | Тубинский             | сельсовет | Баймакский      |
| 699 | Тугайский             | сельсовет | Благовещенский  |
| 700 | Тузлукушевский        | сельсовет | Белебеевский    |
| 701 | Тузлукушевский        | сельсовет | Чекмагушевский  |
| 702 | Тукаевский            | сельсовет | Аургазинский    |
| 703 | Туканский             | сельсовет | Белорецкий      |
| 704 | Тунгатаровский        | сельсовет | Учалинский      |
| 705 | Турбаслинский         | сельсовет | Иглинский       |
| 706 | Турмаевский           | сельсовет | Стерлибашевский |
| 707 | Турналинский          | сельсовет | Салаватский     |
| 708 | Турумбетовский        | сельсовет | Аургазинский    |
| 709 | Тучубаевский          | сельсовет | Балтачевский    |
| 710 | Тынбаевский           | сельсовет | Мишкинский      |
| 711 | Тюльдинский           | сельсовет | Калтасинский    |
| 712 | Тюменяковский         | сельсовет | Туймазинский    |
| 713 | Тюрюшевский           | сельсовет | Буздякский      |
| 714 | Тюрюшлинский          | сельсовет | Стерлитамакский |
| 715 | Тятер-Араслановский   | сельсовет | Стерлибашевский |
| 716 | Угузевский            | сельсовет | Бирский         |
| 717 | Удельно-Дуванейский   | сельсовет | Благовещенский  |
| 718 | Удрякбашевский        | сельсовет | Благоварский    |
| 719 | Узунларовский         | сельсовет | Архангельский   |
| 720 | Узянский              | сельсовет | Белорецкий      |
| 721 | Уктеевский            | сельсовет | Иглинский       |
| 722 | Улу-Телякский         | сельсовет | Иглинский       |
| 723 | Улькундинский         | сельсовет | Дуванский       |
| 724 | Уразовский            | сельсовет | Учалинский      |
| 725 | Уральский             | сельсовет | Кугарчинский    |
| 726 | Уральский             | сельсовет | Учалинский      |
| 727 | Ургалинский           | сельсовет | Белокатайский   |
| 728 | Ургушевский           | сельсовет | Караидельский   |
| 729 | Уркасский             | сельсовет | Зилаирский      |
| 730 | Урман-Бишкадакский    | сельсовет | Ишимбайский     |
| 731 | Урманаевский          | сельсовет | Бакалинский     |
| 732 | Урманский             | сельсовет | Иглинский       |
| 733 | Урметовский           | сельсовет | Илишевский      |
| 734 | Урмиязовский          | сельсовет | Аскинский       |
| 735 | Урнякский             | сельсовет | Чекмагушевский  |
| 736 | Уртакульский          | сельсовет | Буздякский      |
| 737 | Уршакбашкарамалинский | сельсовет | Миякинский      |
| 738 | Уршакский             | сельсовет | Аургазинский    |
| 739 | Урьядинский           | сельсовет | Мишкинский      |
| 740 | Урюш-Битуллинский     | сельсовет | Караидельский   |
| 741 | Усень-Ивановский      | сельсовет | Белебеевский    |
| 742 | Услинский             | сельсовет | Стерлитамакский |
| 743 | Усман-Ташлинский      | сельсовет | Ермекеевский    |
| 744 | Усть-Табасский        | сельсовет | Аскинский       |
| 745 | Утягуловский          | сельсовет | Зианчуринский   |
| 746 | Утяковский            | сельсовет | Гафурийский     |
| 747 | Утяшевский            | сельсовет | Белокатайский   |
| 748 | Уфимский              | сельсовет | Хайбуллинский   |
| 749 | Учалинский            | сельсовет | Учалинский      |
| 750 | Учпилинский           | сельсовет | Дюртюлинский    |
| 751 | Фёдоровский           | сельсовет | Фёдоровский     |
| 752 | Фёдоровский           | сельсовет | Хайбуллинский   |
| 753 | Халикеевский          | сельсовет | Стерлибашевский |
| 754 | Халиловский           | сельсовет | Абзелиловский   |
| 755 | Хамитовский           | сельсовет | Абзелиловский   |
| 756 | Целинный              | сельсовет | Хайбуллинский   |
| 757 | Чалмалинский          | сельсовет | Шаранский       |
| 758 | Чапаевский            | сельсовет | Кугарчинский    |
| 759 | Чебенлинский          | сельсовет | Альшеевский     |
| 760 | Чекмагушевский        | сельсовет | Чекмагушевский  |
| 761 | Челкаковский          | сельсовет | Бураевский      |
| 762 | Черекулевский         | сельсовет | Илишевский      |
| 763 | Черкасский            | сельсовет | Уфимский        |
| 764 | Черлаковский          | сельсовет | Дюртюлинский    |
| 765 | Чесноковский          | сельсовет | Уфимский        |
| 766 | Чишминский            | поссовет  | Чишминский      |
| 767 | Чишминский            | сельсовет | Бирский         |
| 768 | Чишминский            | сельсовет | Чишминский      |
| 769 | Чувалкиповский        | сельсовет | Чишминский      |
| 770 | Чуваш-Карамалинский   | сельсовет | Аургазинский    |
| 771 | Чуваш-Кубовский       | сельсовет | Иглинский       |
| 772 | Чукадыбашевский       | сельсовет | Туймазинский    |
| 773 | Чураевский            | сельсовет | Мишкинский      |
| 774 | Чуюнчинский           | сельсовет | Давлекановский  |
| 775 | Шабагишский           | сельсовет | Куюргазинский   |
| 776 | Шавьядинский          | сельсовет | Балтачевский    |
| 777 | Шаймуратовский        | сельсовет | Кармаскалинский |
| 778 | Шаранский             | сельсовет | Шаранский       |
| 779 | Шариповский           | сельсовет | Кушнаренковский |
| 780 | Шаровский             | сельсовет | Белебеевский    |
| 781 | Шафрановский          | сельсовет | Альшеевский     |
| 782 | Шевченковский         | сельсовет | Мелеузовский    |
| 783 | Шемякский             | сельсовет | Уфимский        |
| 784 | Шестаевский           | сельсовет | Давлекановский  |
| 785 | Шигаевский            | сельсовет | Белорецкий      |
| 786 | Шингак-Кульский       | сельсовет | Чишминский      |
| 787 | Штандинский           | сельсовет | Балтачевский    |
| 788 | Шудекский             | сельсовет | Янаульский      |
| 789 | Шулгановский          | сельсовет | Татышлинский    |
| 790 | Шушнурский            | сельсовет | Краснокамский   |
| 791 | Юлдыбаевский          | сельсовет | Зилаирский      |
| 792 | Юлдыбаевский          | сельсовет | Кугарчинский    |
| 793 | Юмагузинский          | сельсовет | Кугарчинский    |
| 794 | Юматовский            | сельсовет | Уфимский        |
| 795 | Юмашевский            | сельсовет | Баймакский      |
| 796 | Юмашевский            | сельсовет | Чекмагушевский  |
| 797 | Юнновский             | сельсовет | Илишевский      |
| 798 | Юнусовский            | сельсовет | Мечетлинский    |
| 799 | Ябалаковский          | сельсовет | Илишевский      |
| 800 | Явгильдинский         | сельсовет | Караидельский   |
| 801 | Языковский            | сельсовет | Благоварский    |
| 802 | Якшимбетовский        | сельсовет | Куюргазинский   |
| 803 | Ялангачевский         | сельсовет | Балтачевский    |
| 804 | Ялгыз-Наратский       | сельсовет | Татышлинский    |
| 805 | Ялчинский             | сельсовет | Кугарчинский    |
| 806 | Ямадинский            | сельсовет | Янаульский      |
| 807 | Ямакаевский           | сельсовет | Благоварский    |
| 808 | Ямансазский           | сельсовет | Зилаирский      |
| 809 | Янгантауский          | сельсовет | Салаватский     |
| 810 | Янгильский            | сельсовет | Абзелиловский   |
| 811 | Янгискаинский         | сельсовет | Гафурийский     |
| 812 | Янгурчинский          | сельсовет | Стерлибашевский |
| 813 | Янурусовский          | сельсовет | Ишимбайский     |
| 814 | Яныбаевский           | сельсовет | Белокатайский   |
| 815 | Яныбаевский           | сельсовет | Зианчуринский   |
| 816 | Янышевский            | сельсовет | Благоварский    |
| 817 | Яратовский            | сельсовет | Баймакский      |
| 818 | Яркеевский            | сельсовет | Илишевский      |
| 819 | Ярославский           | сельсовет | Дуванский       |
| 820 | Яшергановский         | сельсовет | Стерлибашевский |

### Упразднённые сельсоветы

#### Сельсоветы, упразднённые в 2007—2008 годах
| №   | Сельсовет            | Район           | Год  | Комментарий                                                   |
| --- | -------------------- | --------------- | ---- | ------------------------------------------------------------- |
| 1   | 2-й Иткуловский      | Баймакский      | 2008 | объединён с Нигаматовским сельсоветом                         |
| 2   | Абдулкаримовский     | Ермекеевский    | 2008 | объединён с Ермекеевским сельсоветом                          |
| 3   | Абдуловский          | Куюргазинский   | 2008 | разделён между Свободинским и Якшимбетовским сельсоветами     |
| 4   | Абзаковский          | Учалинский      | 2008 | объединён с Мансуровским сельсоветом                          |
| 5   | Аблаевский           | Чекмагушевский  | 2008 | объединён с Урнякским сельсоветом                             |
| 6   | Азикеевский          | Мечетлинский    | 2008 | объединён с Большеустьикинским сельсоветом                    |
| 7   | Азовский             | Архангельский   | 2008 | объединён с Узунларовским сельсоветом                         |
| 8   | Айбулякский          | Янаульский      | 2008 | объединён с Байгузинским сельсоветом                          |
| 9   | Александровский      | Давлекановский  | 2008 | объединён с Алгинским сельсоветом                             |
| 10  | Архангельский        | Гафурийский     | 2008 | объединён с Табынским сельсоветом                             |
| 11  | Атлегачский          | Янаульский      | 2008 | объединён с Ижболдинским сельсоветом                          |
| 12  | Ахмеровский          | Ишимбайский     | 2008 | объединён с Ишеевским сельсоветом                             |
| 13  | Багазинский          | Караидельский   | 2008 | объединён с Караидельским сельсоветом                         |
| 14  | Баженовский          | Бирский         | 2008 | объединён с Бахтыбаевским сельсоветом                         |
| 15  | Базанчатовский       | Аскинский       | 2008 | объединён с Кшлау-Елгинским сельсоветом                       |
| 16  | Байгильдинский       | Дюртюлинский    | 2008 | объединён со Староянтузовским сельсоветом                     |
| 17  | Байгускаровский      | Хайбуллинский   | 2008 | объединён с Татыр-Узякским сельсоветом                        |
| 18  | Байдаковский         | Альшеевский     | 2008 | объединён с Нигматуллинским сельсоветом                       |
| 19  | Байки-Юнусовский     | Караидельский   | 2008 | объединён с Байкибашевским сельсоветом                        |
| 20  | Бекетовский          | Кармаскалинский | 2008 | объединён с Подлубовским сельсоветом                          |
| 21  | Бельский             | Стерлитамакский | 2008 | объединён с Алатанинским сельсоветом                          |
| 22  | Бикметовский         | Бураевский      | 2008 | объединён с Бадраковским сельсоветом                          |
| 23  | Бурминский           | Аскинский       | 2008 | объединён с Аскинским сельсоветом                             |
| 24  | Быковский            | Благовещенский  | 2008 | объединён со Старонадеждинским сельсоветом                    |
| 25  | Васильевский         | Зилаирский      | 2008 | объединён с Зилаирским сельсоветом                            |
| 26  | Васильевский         | Ишимбайский     | 2008 | объединён с Петровским сельсоветом                            |
| 27  | Васильевский         | Мелеузовский    | 2008 | объединён с Партизанским сельсоветом                          |
| 28  | Верхнеманчаровский   | Илишевский      | 2008 | объединён с Игметовским сельсоветом                           |
| 29  | Гусевский            | Бакалинский     | 2008 | объединён со Старокуручевским сельсоветом                     |
| 30  | Дергачевский         | Стерлитамакский | 2008 | объединён с Первомайским сельсоветом                          |
| 31  | Елань-Чишминский     | Ермекеевский    | 2008 | объединён с Суккуловским сельсоветом                          |
| 32  | Зайцевский           | Янаульский      | 2008 | объединён с Первомайским сельсоветом                          |
| 33  | Зареченский          | Гафурийский     | 2008 | объединён с Красноусольским сельсоветом                       |
| 34  | Зилязекулевский      | Балтачевский    | 2008 | объединён с Нижнекарышевским сельсоветом                      |
| 35  | Золотоношский        | Стерлитамакский | 2008 | объединён с Тюрюшлинским сельсоветом                          |
| 36  | Исламбахтинский      | Ермекеевский    | 2008 | объединён с Тарказинским сельсоветом                          |
| 37  | Иштыбаевский         | Мишкинский      | 2008 | объединён с Большешадинским сельсоветом                       |
| 38  | Казаккуловский       | Учалинский      | 2008 | объединён с Миндякским сельсоветом                            |
| 39  | Казанчинский         | Бакалинский     | 2008 | объединён со Старокостеевским сельсоветом                     |
| 40  | Кайраклинский        | Альшеевский     | 2008 | объединён с Аксёновским сельсоветом                           |
| 41  | Калмашевский         | Дуванский       | 2008 | объединён с Дуванским сельсоветом                             |
| 42  | Каразириковский      | Чекмагушевский  | 2008 | объединён с Тузлукушевским сельсоветом                        |
| 43  | Каргалинский         | Зианчуринский   | 2008 | объединён с Суренским сельсоветом                             |
| 44  | Кигазинский          | Аскинский       | 2008 | объединён с Петропавловским сельсоветом                       |
| 45  | Килькабызовский      | Бакалинский     | 2008 | объединён со Старокуручевским сельсоветом                     |
| 46  | Кировский            | Кугарчинский    | 2008 | объединён с Мраковским сельсоветом                            |
| 47  | Крымский             | Альшеевский     | 2008 | объединён с Абдрашитовским сельсоветом                        |
| 48  | Кужанакский          | Зианчуринский   | 2008 | объединён с Яныбаевским сельсоветом                           |
| 49  | Кузьминовский        | Фёдоровский     | 2008 | объединён с Фёдоровским сельсоветом                           |
| 50  | Кумьязинский         | Балтачевский    | 2008 | объединён со Старобалтачевским сельсоветом                    |
| 51  | Кусимовский          | Абзелиловский   | 2008 | объединён с Ташбулатовским сельсоветом                        |
| 52  | Куюргазинский        | Куюргазинский   | 2007 | объединён с Ермолаевским сельсоветом                          |
| 53  | Куяштырский          | Аскинский       | 2008 | объединён с Аскинским сельсоветом                             |
| 54  | Ленинский            | Мишкинский      | 2008 | объединён с Мишкинским сельсоветом                            |
| 55  | Маматаевский         | Татышлинский    | 2008 | объединён с Буль-Кайпановским сельсоветом                     |
| 56  | Маталинский          | Аскинский       | 2008 | разделён между Аскинским и Кубиязовским сельсоветами          |
| 57  | Миништинский         | Дюртюлинский    | 2008 | объединён с Маядыковским сельсоветом                          |
| 58  | Михайловский         | Архангельский   | 2008 | объединён с Инзерским сельсоветом                             |
| 59  | Михайловский         | Давлекановский  | 2008 | объединён с Поляковским сельсоветом                           |
| 60  | Молокановский        | Куюргазинский   | 2008 | объединён с Ермолаевским сельсоветом                          |
| 61  | Мрясимовский         | Караидельский   | 2008 | объединён с Урюш-Битуллинским сельсоветом                     |
| 62  | Нагайбаковский       | Бакалинский     | 2008 | объединён с Новоурсаевским сельсоветом                        |
| 63  | Наумкинский          | Аургазинский    | 2008 | объединён с Балыклыкульским сельсоветом                       |
| 64  | Нижнеаташевский      | Дюртюлинский    | 2008 | объединён с Семилетовским сельсоветом                         |
| 65  | Нижнеманчаровский    | Дюртюлинский    | 2008 | объединён с Семилетовским сельсоветом                         |
| 66  | Николаевский         | Миякинский      | 2008 | объединён с Миякибашевским сельсоветом                        |
| 67  | Нимисляровский       | Нуримановский   | 2008 | объединён с Новокулевским сельсоветом                         |
| 68  | Новиковский          | Фёдоровский     | 2008 | объединён с Бала-Четырманским сельсоветом                     |
| 69  | Новоаптиковский      | Ишимбайский     | 2008 | объединён с Сайрановским сельсоветом                          |
| 70  | Новоиликовский       | Бакалинский     | 2008 | объединён с Килеевским сельсоветом                            |
| 71  | Новокангышевский     | Дюртюлинский    | 2008 | объединён с Учпилинским сельсоветом                           |
| 72  | Новокарьявдинский    | Чекмагушевский  | 2008 | разделён между Новобалтачевским и Резяповским сельсоветами    |
| 73  | Новокизгановский     | Бураевский      | 2008 | объединён с Тазларовским сельсоветом                          |
| 74  | Новокраснохолмский   | Калтасинский    | 2008 | объединён с Краснохолмским сельсоветом                        |
| 75  | Новоматинский        | Бакалинский     | 2008 | объединён со Староматинским сельсоветом                       |
| 76  | Новомуслюмовский     | Мечетлинский    | 2008 | объединён с Большеустьикинским сельсоветом                    |
| 77  | Новосубхангуловский  | Бурзянский      | 2008 | объединён с Старосубхангуловским сельсоветом                  |
| 78  | Новоусмановский      | Чишминский      | 2008 | объединён с Шингак-Кульским сельсоветом                       |
| 79  | Нуркеевский          | Туймазинский    | 2008 | объединён с Субханкуловским сельсоветом                       |
| 80  | Озёрный              | Учалинский      | 2008 | объединён с Миндякским сельсоветом                            |
| 81  | Озерский             | Дуванский       | 2008 | объединён с Сикиязским сельсоветом                            |
| 82  | Покровский           | Стерлитамакский | 2008 | объединён с Куганакским сельсоветом                           |
| 83  | Преображеновский     | Стерлитамакский | 2008 | объединён с Николаевским сельсоветом                          |
| 84  | Рабакский            | Янаульский      | 2008 | объединён с Сандугачевским сельсоветом                        |
| 85  | Редькинский          | Краснокамский   | 2008 | объединён с Куяновским сельсоветом                            |
| 86  | Саитовский           | Мелеузовский    | 2008 | объединён с Денисовским сельсоветом                           |
| 87  | Салиховский          | Ишимбайский     | 2008 | объединён с Урман-Бишкадакским сельсоветом                    |
| 88  | Сараевский           | Альшеевский     | 2008 | объединён с Трунтаишевским сельсоветом                        |
| 89  | Севадыбашевский      | Буздякский      | 2008 | объединён с Тюрюшевским сельсоветом                           |
| 90  | Семено-Макаровский   | Ермекеевский    | 2008 | объединён с Ермекеевским сельсоветом                          |
| 91  | Сергеевский          | Буздякский      | 2008 | объединён с Буздякским сельсоветом                            |
| 92  | Сихонкинский         | Кармаскалинский | 2008 | объединён с Кабаковским сельсоветом                           |
| 93  | Староазмеевский      | Бакалинский     | 2008 | объединён с Дияшевским сельсоветом                            |
| 94  | Старобайрамгуловский | Учалинский      | 2008 | объединён с Тунгатаровским сельсоветом                        |
| 95  | Старокандринский     | Туймазинский    | 2008 | объединён с Кандринским сельсоветом                           |
| 96  | Старокуяновский      | Бакалинский     | 2008 | объединён с Бакалинским сельсоветом                           |
| 97  | Старомусинский       | Чишминский      | 2008 | объединён с Чувалкиповским сельсоветом                        |
| 98  | Старомуштинский      | Краснокамский   | 2008 | объединён со Староянзигитовским в Новоянзигитовский сельсовет |
| 99  | Старотатышевский     | Илишевский      | 2008 | объединён с Ябалаковским сельсоветом                          |
| 100 | Староянзигитовский   | Краснокамский   | 2008 | объединён со Старомуштинским в Новоянзигитовский сельсовет    |
| 101 | Степной              | Хайбуллинский   | 2008 | объединён с Акъярским сельсоветом                             |
| 102 | Суваляшевский        | Калтасинский    | 2008 | объединён с Калтасинским сельсоветом                          |
| 103 | Суюндюковский        | Учалинский      | 2008 | объединён с Ильчигуловским сельсоветом                        |
| 104 | Сынташтамакский      | Благоварский    | 2008 | объединён с Кучербаевским сельсоветом                         |
| 105 | Талалаевский         | Стерлитамакский | 2008 | объединён с Подлесненским сельсоветом                         |
| 106 | Тастубинский         | Дуванский       | 2008 | объединён с Вознесенским сельсоветом                          |
| 107 | Ташлыкульский        | Буздякский      | 2008 | объединён с Гафурийским сельсоветом                           |
| 108 | Тегерменевский       | Караидельский   | 2008 | объединён с Староакбуляковским сельсоветом                    |
| 109 | Тугузлинский         | Кигинский       | 2008 | объединён с Арслановским сельсоветом                          |
| 110 | Тупеевский           | Илишевский      | 2008 | объединён с Урметовским сельсоветом                           |
| 111 | Турсагалинский       | Аургазинский    | 2008 | объединён с Семёнкинским сельсоветом                          |
| 112 | Умировский           | Бакалинский     | 2008 | объединён с Килеевским сельсоветом                            |
| 113 | Упканкулевский       | Аскинский       | 2008 | объединён с Евбулякским сельсоветом                           |
| 114 | Урзайбашевский       | Буздякский      | 2008 | объединён с Арслановским сельсоветом                          |
| 115 | Урмантауский         | Салаватский     | 2008 | объединён с Таймеевским сельсоветом                           |
| 116 | Урсаевский           | Шаранский       | 2008 | объединён с Акбарисовским сельсоветом                         |
| 117 | Уршадинский          | Аскинский       | 2008 | объединён с Урмиязовским сельсоветом                          |
| 118 | Чебыковский          | Мишкинский      | 2008 | объединён с Кайраковским сельсоветом                          |
| 119 | Чишминский           | Дюртюлинский    | 2008 | объединён с Исмаиловским сельсоветом                          |
| 120 | Чуракаевский         | Альшеевский     | 2008 | объединён с Шафрановским сельсоветом                          |
| 121 | Чуртановский         | Стерлитамакский | 2008 | объединён с Услинским сельсоветом                             |
| 122 | Шукшановский         | Бураевский      | 2008 | объединён с Ванышевским сельсоветом                           |
| 123 | Южный                | Бижбулякский    | 2008 | объединён с Дёмским сельсоветом                               |
| 124 | Юламановский         | Аургазинский    | 2008 | объединён с Толбазинским сельсоветом                          |

#### Сельсоветы, упразднённые в 1989—2005 годах
| №  | Сельсовет          | Подчинение            | Год  | Комментарий                                                        |
| -- | ------------------ | --------------------- | ---- | ------------------------------------------------------------------ |
| 1  | Атняшский          | Нуримановский район   | 2005 | включён в Новобердяшский сельсовет Караидельского района           |
| 2  | Бакеевский         | Белорецкий район      | 2005 | объединён с Зигазинским сельсоветом                                |
| 3  | Береговский        | Мелеуз, город         | 2005 | объединён с Араслановским сельсоветом Мелеузовского района         |
| 4  | Верхнеаршинский    | Белорецкий район      | 2005 | объединён с Николаевским сельсоветом                               |
| 5  | Верхнеказмашевский | Караидельский район   | 1998 | объединён с Кирзинским сельсоветом                                 |
| 6  | Верхнетыхтемский   | Калтасинский район    | 2005 | объединён с Кельтеевским сельсоветом                               |
| 7  | Восточный          | Благоварский район    | 2005 | объединён с Кашкалашинским сельсоветом                             |
| 8  | Ильчикеевский      | Салаватский район     | 2005 | объединён с Мурсалимкинским поссоветом в Мурсалимкинский сельсовет |
| 9  | Исмакаевский       | Белорецкий район      | 2005 | объединён с Верхнеавзянским поссоветом в Верхнеавзянский сельсовет |
| 10 | Казарминский       | Кушнаренковский район | 2005 | объединён со Старотукмаклинским сельсоветом                        |
| 11 | Каировский         | Караидельский район   | 2005 | объединён с Озеркинским сельсоветом                                |
| 12 | Калтаевский        | Кушнаренковский район | 2005 | объединён с Шариповским сельсоветом                                |
| 13 | Коб-Покровский     | Благоварский район    | 2005 | объединён с Кашкалашинским сельсоветом                             |
| 14 | Кулбаевский        | Ермекеевский район    | 2005 | объединён с Кызыл-Ярским сельсоветом                               |
| 15 | Купченеевский      | Ермекеевский район    | 2005 | объединён с Суккуловским сельсоветом                               |
| 16 | Кучашевский        | Калтасинский район    | 2005 | объединён с Новокильбахтинским сельсоветом                         |
| 17 | Медведеровский     | Кушнаренковский район | 2005 | объединён с Ахметовским сельсоветом                                |
| 18 | Митро-Аюповский    | Чекмагушевский район  | 2005 | объединён с Юмашевским сельсоветом                                 |
| 19 | Мулдакаевский      | Белорецкий район      | 2005 | объединён с Ассинским сельсоветом                                  |
| 20 | Новобиктовский     | Дюртюлинский район    | 2005 | разделён между Ангасяковским и Такарликовским сельсоветами         |
| 21 | Новобирючевский    | Нуримановский район   | 2005 | объединён с Красногорским сельсоветом                              |
| 22 | Новокурмашевский   | Кушнаренковский район | 2005 | объединён со Старокурмашевским сельсоветом                         |
| 23 | Новопавловский     | Зианчуринский район   | 2005 | объединён с Исянгуловским сельсоветом                              |
| 24 | Нукатовский        | Белорецкий район      | 2005 | объединён с Инзерским поссоветом в Инзерский сельсовет             |
| 25 | Первушинский       | Кушнаренковский район | 2005 | объединён со Старокамышлинским сельсоветом                         |
| 26 | Пономарёвский      | Бирский район         | 2005 | объединён с Бурновским сельсоветом                                 |
| 27 | Салаватский        | Мелеузовский район    | 1990 | объединён с Зирганским поссоветом                                  |
| 28 | Саннинский         | Благоварский район    | 2005 | объединён с Первомайским сельсоветом                               |
| 29 | Староорьебашевский | Калтасинский район    | 2005 | объединён с Тюльдинским сельсоветом                                |
| 30 | Старошаховский     | Ермекеевский район    | 2005 | объединён с Усман-Ташлинским сельсоветом                           |
| 31 | Султанаевский      | Кушнаренковский район | 2005 | объединён со Старогумеровским сельсоветом                          |
| 32 | Тельмановский      | Бижбулякский район    | 2005 | объединён с Бижбулякским сельсоветом                               |

Незадолго до 1989 года, в 1987 году был упразднён Трактовый сельсовет Благовещенского района, объединённый с Ильино-Полянским сельсоветом.

### Территориальные обмены с 1989 года
| №  | Сельсовет / поссовет            | Подчинение                  | Год       | Комментарий |
| -- | ------------------------------- | --------------------------- | --------- | --- |
| 1  | Абитовский сельсовет            | Мелеузовский район          | 2005      | д. Кашаля и Сергеевка переданы в Нугушевский сельсовет |
| 2  | Аксаковский поссовет            | Белебей, город              | 2005      | передан в Белебеевский район |
| 3  | Антинганский сельсовет          | Хайбуллинский район         | 2008      | с. Новопетровское передано в Ивановский сельсовет |
| 4  | Аровский сельсовет              | Чишминский район            | 2007      | д. Бочкарёвка, рзд Ключарёво и Новомихайловка переданы в Алкинский сельсовет |
| 5  | Байдаковский сельсовет          | Альшеевский район           | 1991      | выделен Зеленоклиновский сельсовет (из Байдаковского и Кызыльского) |
| 6  | Балыклинский сельсовет          | Фёдоровский район           | 1997      | выделен Каралачикский сельсовет |
| 7  | Балыклыкульский сельсовет       | Аургазинский район          | 1999      | выделен Наумкинский сельсовет |
| 8  | Бекетовский сельсовет           | Ермекеевский район          | 2005      | п. Малоприютово и Плодопитомника переданы в Приютовский поссовет г. Белебея |
| 9  | Береговский сельсовет           | Мелеуз, город               | 1995      | д. Терекла передана в Зирганский поссовет Мелеузовского района |
| 10 | Биляловский сельсовет           | Баймакский район            | 2007      | д. Верхнетагирово и Нижнетагирово переданы в Темясовский сельсовет |
| 11 | Большешадинский сельсовет       | Мишкинский район            | 1992      | выделен Иштыбаевский сельсовет |
| 12 | Буйдинский сельсовет            | Учалы, город                | 2000      | передан в Учалинский район |
| 13 | Булгаковский сельсовет          | Уфимский район              | 1992 1998 | выделены Искинский (1992) и Ольховский (1998) сельсоветы |
| 14 | Васильевский сельсовет          | Мелеузовский район          | 1991      | выделен и передан в подчинение г. Мелеуза Береговский сельсовет |
| 15 | Верхнеавзянский сельсовет       | Белорецкий район            | 2007      | д. Ахмерово передана в Туканский сельсовет |
| 16 | Дебовка, Осоргино, деревни      | Уфа, город, Ленинский район | 2005      | переданы в Таптыковский сельсовет Уфимского района |
| 17 | Дурасовский сельсовет           | Чишминский район            | 2003 2005 | 2003: выделен Новоусмановский сельсовет; 2006: д. Кузьминка передана в Шингак-Кульский сельсовет |
| 18 | Евбулякский сельсовет           | Аскинский район             | 2005      | выделен Упканкулевский сельсовет |
| 19 | Ермекеевский сельсовет          | Ермекеевский район          | 1994      | выделен Абдулкаримовский сельсовет |
| 20 | Жуковский сельсовет             | Уфимский район              | 1992 2005 | п. Баланово и Ново-Александровка (1992) переданы в подчинение г. Уфы; д. Романовка (2005) передана в состав территории Дёмского района г. Уфы                                                                               |
| 21 | Заимкинский сельсовет           | Дуванский район             | 2005      | п. Усть-Табаска передан в Аскинский район, образован Усть-Табасский сельсовет |
| 22 | Зирганский поссовет / сельсовет | Мелеузовский район          | 1994 2007 | 1994: п. Желанный и Юпитер переданы в состав г. Салавата; 2007: исключены из учётных данных |
| 23 | Зубовский сельсовет             | Уфимский район              | 1992      | выделен Чесноковский сельсовет |
| 24 | Ивано-Казанский сельсовет       | Иглинский район             | 2003      | выделен Акбердинский сельсовет |
| 25 | Имангуловский                   | Учалинский район            | 2005      | д. Кубяково передана в Кунакбаевский сельсовет |
| 26 | Искинский сельсовет             | Уфимский район              | 1992      | передан в подчинение г. Уфы |
| 27 | Иштугановский сельсовет         | Мелеузовский район          | 1992      | выделен Абитовский сельсовет (из Иштугановского и Сарышевского) |
| 28 | Казанбулакский сельсовет        | Зианчуринский район         | 2007      | д. Биштиряк передана в Баишевский сельсовет |
| 29 | Казангуловский сельсовет        | Давлекановский район        | 2007      | ж/д будки 1533 км, 1536 км и 1539 км переданы в Михайловский сельсовет |
| 30 | Какрыбашевский сельсовет        | Туймазинский район          | 2007      | д. Дарвино, Покровка, Таш-Кичу переданы в Тюменяковский сельсовет |
| 31 | Калмиябашевский сельсовет       | Калтасинский район          | 2005      | п. Чумара передан в Кельтеевский сельсовет |
| 32 | Кигазинский сельсовет           | Аскинский район             | 1989      | выделен Петропавловский сельсовет |
| 33 | Килеевский сельсовет            | Бакалинский район           | 1992      | выделены Новоиликовский и Умировский сельсоветы |
| 34 | Кипчакский сельсовет            | Бурзянский район            | 1998      | выделен Кулганинский сельсовет |
| 35 | Красноусольский поссовет        | Гафурийский район           | 1997      | выделен Зареченский сельсовет |
| 36 | Купченеевский сельсовет         | Ермекеевский район          | 2005      | с. Новые Сулли передано в Старосуллинский сельсовет |
| 37 | Куюргазинский сельсовет         | Куюргазинский район         | 2005      | п. Горный Ключ и с. Ямансарово переданы в Бахмутский сельсовет; д. Самарцево и Ямангулово переданы в Отрадинский сельсовет; п. Сандин 2-й передан в Молокановский сельсовет; п. Юшатырка передан в Мурапталовский сельсовет |
| 38 | Куяштырский сельсовет           | Аскинский район             | 1989      | выделен Карткисякский сельсовет |
| 39 | Кызыльский сельсовет            | Альшеевский район           | 1991      | выделен Зеленоклиновский сельсовет (из Байдаковского и Кызыльского) |
| 40 | Леузинский сельсовет            | Кигинский район             | 2005      | д. Алагузово передана в Абзаевский сельсовет |
| 41 | Ломовский поссовет              | Белорецк, город             | 2005      | передан в Белорецкий район, выделен Железнодорожный сельсовет |
| 42 | Малиновский сельсовет           | Белебеевский район          | 2005      | с. Надеждино передано в Аксаковский поссовет г. Белебея |
| 43 | Маталинский сельсовет           | Аскинский район             | 2005      | д. Утяшино передана в Кубиязовский сельсовет |
| 44 | Мелеузовский сельсовет          | Мелеузовский район          | 2005      | д. Романовка и с. Троицкое переданы в Партизанский сельсовет |
| 45 | Миловский сельсовет             | Уфимский район              | 2005      | д. Колокольцево и Кручинино, п. Сперанский переданы в Николаевский сельсовет |
| 46 | Миндякский поссовет             | Учалы, город                | 2005      | передан в Учалинский район |
| 47 | Михайловский сельсовет          | Бижбулякский район          | 1998      | д. Кожай-Максимово передана в Бекетовский сельсовет Ермекеевского района |
| 48 | Михайловский сельсовет          | Уфимский район              | 1991      | выделен Алексеевский сельсовет |
| 49 | Мутабашевский сельсовет         | Аскинский район             | 2005      | д. Большое Озеро и Тульгузбаш переданы в Аскинский сельсовет |
| 50 | Нагаевский сельсовет            | Уфимский район              | 1992      | передан в подчинение г. Уфы |
| 51 | Новоурсаевский сельсовет        | Бакалинский район           | 2007      | д. Александровка и п. Холодный Ключ переданы в Бузюровский сельсовет |
| 52 | Новоусмановский сельсовет       | Чишминский район            | 2005      | с. Ябалаклы передано в Шингак-Кульский сельсовет |
| 53 | Нордовский сельсовет            | Мелеузовский район          | 1994      | д. Петропавловка передана в Саитовский сельсовет |
| 54 | Приютовский поссовет            | Белебей, город              | 2005      | передан в Белебеевский район |
| 55 | Русско-Юрмашский сельсовет      | Уфимский район              | 1992      | д. Базилевка включена в состав г. Уфы |
| 56 | Салиховский сельсовет           | Ишимбайский район           | 1990      | д. Новогеоргиевка передана в Урман-Бишкадакский сельсовет |
| 57 | Сарышевский сельсовет           | Мелеузовский район          | 1992      | выделен Абитовский сельсовет (из Иштугановского и Сарышевского) |
| 58 | Сафаровский район               | Учалинский район            | 1998      | выделен Мансуровский сельсовет |
| 59 | Сейтяковский сельсовет          | Балтачевский район          | 2005      | д. Кузеево передана в Шавьядинский сельсовет; д. Староякшеево передана в Старобалтачевский сельсовет |
| 60 | Сергиопольский сельсовет        | Давлекановский район        | 2007      | д. Красная Поляна передана в Микяшевский сельсовет |
| 61 | Сосновский                      | Белорецкий район            | 2005      | д. Новобельское передана в Шигаевский сельсовет |
| 62 | Старобалтачевский сельсовет     | Балтачевский район          | 1989      | выделен Кумьязинский сельсовет |
| 63 | Старосубхангуловский сельсовет  | Бурзянский район            | 1992      | выделен Новосубхангуловский сельсовет |
| 64 | Староянтузовский сельсовет      | Дюртюлинский район          | 1997      | выделен Байгильдинский сельсовет |
| 65 | Султанаевский сельсовет         | Кушнаренковский район       | 1989      | с. Асаново и п. Юлушево переданы в Шемякский сельсовет Уфимского района |
| 66 | Такарликовский сельсовет        | Дюртюлинский район          | 2005      | д. Аргамак передана в подчинение г. Дюртюли |
| 67 | Таптыковский сельсовет          | Уфимский район              | 1992      | д. Дебовка и Осоргино переданы в подчинение г. Уфы |
| 68 | Ташлинский сельсовет            | Альшеевский район           | 2005      | с. Урняк передано в Казанский сельсовет |
| 69 | Таштимеровский сельсовет        | Абзелиловский район         | 2005      | д. Аюсазово передана в Ташбулатовский сельсовет |
| 70 | Тегерменевский сельсовет        | Караидельский район         | 1991      | выделен Байки-Юнусовский сельсовет |
| 71 | Тирлянский поссовет             | Белорецк, город             | 2005      | передан в Белорецкий район; п. Верхнебельский и с. Чёрный Ключ переданы в Николаевский сельсовет |
| 72 | Толбазинский сельсовет          | Аургазинский район          | 1993      | выделен Юламановский сельсовет |
| 73 | Туканский поссовет              | Белорецк, город             | 2005      | передан в Белорецкий район |
| 74 | Тюрюшлинский сельсовет          | Стерлитамакский район       | 1992      | выделен Золотоношский сельсовет |
| 75 | Урметовский сельсовет           | Илишевский район            | 1989      | выделен Тупеевский сельсовет |
| 76 | Услинский сельсовет             | Стерлитамакский район       | 1992      | выделен Чуртановский сельсовет |
| 77 | Фёдоровский сельсовет           | Уфимский район              | 1992      | д. Бурцево, Волково, Шмидтово и п. Шамонино переданы в Русско-Юрмашский сельсовет; остальные н.п. переданы в подчинение г. Уфы                                                                                              |
| 78 | Черкасский сельсовет            | Уфимский район              | 1992      | нп Вотикеево и Казанка переданы в подчинение г. Уфы |
| 79 | Юмашевский сельсовет            | Чекмагушевский район        | 1989      | выделен Митро-Аюповский сельсовет |
| 80 | Ябалаковский сельсовет          | Илишевский район            | 1991      | выделен Старотатышевский сельсовет |
| 81 | Яныбаевский район               | Зианчуринский район         | 1995      | выделен Кужанакский сельсовет |

### Переименованные сельсоветы
| №  | Старое название    | Район           | Год  | Новое название      |
| -- | ------------------ | --------------- | ---- | ------------------- |
| 1  | Акьюловский        | Хайбуллинский   | 2005 | Акъюловский         |
| 2  | Акьярский          | Хайбуллинский   | 2005 | Акъярский           |
| 3  | Амангельдинский    | Учалинский      | 2005 | Амангильдинский     |
| 4  | Ангасякский        | Дюртюлинский    | 1991 | Ангасяковский       |
| 5  | Аптракский         | Мелеузовский    | 2005 | Аптраковский        |
| 6  | Базытамакский      | Илишевский      | 2005 | Базитамакский       |
| 7  | Билаловский        | Баймакский      | 2005 | Биляловский         |
| 8  | Булькайпановский   | Татышлинский    | 2005 | Буль-Кайпановский   |
| 9  | Верхне-Галеевский  | Зилаирский      | 2005 | Верхнегалеевский    |
| 10 | Зилимкарановский   | Гафурийский     | 2005 | Зилим-Карановский   |
| 11 | Ишболдинский       | Янаульский      | 2005 | Ижболдинский        |
| 12 | Калмашский         | Дуванский       | 2005 | Калмашевский        |
| 13 | Канны-Туркеевский  | Буздякский      | 2005 | Канлы-Туркеевский   |
| 14 | Караякуповский     | Чишминский      | 2005 | Кара-Якуповский     |
| 15 | Красно-Восходский  | Иглинский       | 2005 | Красновосходский    |
| 16 | Красно-Зилимский   | Архангельский   | 2005 | Краснозилимский     |
| 17 | Красно-Куртовский  | Архангельский   | 2005 | Краснокуртовский    |
| 18 | Краснохолмский     | Калтасинский    | 2005 | Новокраснохолмский  |
| 19 | Максимгорьковский  | Белебеевский    | 2005 | Максим-Горьковский  |
| 20 | Мещеровский        | Мечетлинский    | 2002 | Новомещеровский     |
| 21 | Мякашевский        | Давлекановский  | 2005 | Микяшевский         |
| 22 | Новомуслимовский   | Мечетлинский    | 2005 | Новомуслюмовский    |
| 23 | Нугушский          | Мелеузовский    | 2005 | Нугушевский         |
| 24 | Саитский           | Мелеузовский    | 2005 | Саитовский          |
| 25 | Сандугачский       | Янаульский      | 2005 | Сандугачевский      |
| 26 | Сарышский          | Мелеузовский    | 2005 | Сарышевский         |
| 27 | Субханкуловский    | Туймазинский    | 2002 | Нуркеевский         |
| 28 | Тимеровский        | Бурзянский      | 2005 | Тимировский         |
| 29 | Тюменякский        | Туймазинский    | 2005 | Тюменяковский       |
| 30 | Тятер-Арслановский | Стерлибашевский | 2005 | Тятер-Араслановский |
| 31 | Урманбишкадакский  | Ишимбайский     | 2005 | Урман-Бишкадакский  |
| 32 | Урюш-Битулинский   | Караидельский   | 2005 | Урюш-Битуллинский   |
| 33 | Шингаккульский     | Чишминский      | 2005 | Шингак-Кульский     |
| 34 | Ялгызнаратский     | Татышлинский    | 2005 | Ялгыз-Наратский     |
| 35 | Янгельский         | Абзелиловский   | 2005 | Янгильский          |

Наименование Арланский сельсовет в статистическом сборнике за 2002 год ошибочно.

### Преобразование и включение поссоветов в сельсоветы
Поссоветы преобразованы в сельсоветы в результате преобразования рабочих посёлков в сельские населённые пункты (как правила, сёла, 1 рп преобразован в деревню).
| №  | Поссовет           | Подчинение            | Год  | Бывший пгт (и, если есть, подчинявшиеся ему с.н.п.) |
| -- | ------------------ | --------------------- | ---- | --- |
| 1  | Аксёновский        | Альшеевский район     | 2005 | рп Аксёново, п. Ким, разъезда Гайны, разъезда Алдарово, ж/д ст Будка 1472 км |
| 2  | Амзинский          | Нефтекамск, город     | 2005 | рп Амзя, сл. Хмелевка |
| 3  | Бурибаевский       | Хайбуллинский район   | 2005 | рп Бурибай |
| 4  | Верхнеавзянский    | Белорецкий район      | 2005 | рп Верхний Авзян |
| 5  | Воскресенский      | Мелеузовский район    | 2005 | рп Воскресенское, х. Кочкарь, Красный Яр |
| 6  | Ермолаевский       | Куюргазинский район   | 2005 | рп Ермолаево, д. Сандин 2-й |
| 7  | Зирганский         | Мелеузовский район    | 2005 | рп Зирган, д. Верхнеюлдашево, Климовка, Нурдавлетово, Сабашево, Семёновка, Столяровка, Терекла, Юмаково |
| 8  | Иглинский          | Иглинский район       | 2005 | рп Иглино |
| 9  | Инзерский          | Белорецкий район      | 2005 | рп Инзер, д. Аисово, Айгир, Александровка, Бердагулово, Верхняя Манява, Корпуста, Нижняя Тюльма, Реветь, Сафаргулово, Суир-Аисово, с. Арышпарово, Дубинино, Кулмас, Кумбино, Лапышта, Манышта, Новохасаново, Нукатово, Усмангали, х. Нижняя Манява |
| 10 | Кананикольский     | Зилаирский район      | 1996 | рп Кананикольский (преобразован в с. Кананикольское) |
| 11 | Кандринский        | Туймазы, город        | 2005 | рп Кандры |
| 12 | Караидельский      | Караидельский район   | 2000 | рп Караидельский (преобразован в д. Сосновый Бор, образован Магинский сельсовет) |
| 13 | Красноключевский   | Нуримановский район   | 2005 | рп Красный Ключ, д. Устье Яман-Елги, Чандар, Яман-Порт |
| 14 | Красноусольский    | Гафурийский район     | 2005 | рп Красноусольский, п. Заречный, с. Курорта, д. Пчелосовхоха |
| 15 | Краснохолмский     | Калтасинский район    | 2005 | рп Краснохолмский |
| 16 | Кудеевский         | Иглинский район       | 2005 | рп Кудеевский |
| 17 | Лесной             | Чишминский район      | 2005 | рп Алкино-2 |
| 18 | Ломовский          | Белорецк, город       | 2005 | рп Ломовка, поссовет разделён на Железнодорожный и Ломовский сельсоветы |
| 19 | Маячинский         | Кумертау, город       | 2005 | рп Маячный, д. Николаевка |
| 20 | Миндякский         | Учалы, город          | 2005 | рп Миндяк |
| 21 | Мурсалимкинский    | Салаватский район     | 2005 | рп Мурсалимкино, д. Новосюрюкаево |
| 22 | Нижнетроицкий      | Туймазы, город        | 2005 | рп Нижнетроицкий |
| 23 | Николо-Берёзовский | Краснокамский район   | 2005 | рп Николо-Берёзовка |
| 24 | Новомихайловский   | Белебей, город        | 2005 | рп Новомихайловский (преобразован в село и передан в Михайловский сельсовет Бижбулякского района, 2006: село присоединено к с. Михайловка) |
| 25 | Павловский         | Нуримановский район   | 2005 | рп Павловка, д. Верхнекировский |
| 26 | Первомайский       | Салаватский район     | 2005 | рп Первомайский |
| 27 | Прибельский        | Кармаскалинский район | 2005 | рп Прибельский, д. Сарт-Наурузово, станции Сахарозаводская |
| 28 | Раевский           | Альшеевский район     | 2005 | рп Раевский, ж/д ст Будка 1513 км |
| 29 | Семилетовский      | Дюртюлинский          | 2005 | рп Семилетка |
| 30 | Серафимовский      | Туймазы, город        | 2005 | рп Серафимовский, с. Серафимовка |
| 31 | Субханкуловский    | Туймазы, город        | 2005 | рп Субханкулово |
| 32 | Тирлянский         | Белорецк, город       | 2005 | рп Тирлянский |
| 33 | Тубинский          | Баймакский район      | 2005 | рп Тубинский |
| 34 | Туканский          | Белорецк, город       | 2005 | рп Тукан, д. Ахмерово, Бзяк, Ермотаево, Западная Майгашля, Комарово, Майгашля, с. Тара |
| 35 | Туялясский         | Сибай, город          | 2005 | рп Туяляс |
| 36 | Улу-Телякский      | Иглинский район       | 2005 | рп Улу-Теляк, д. ж/д будка 1705 км, ж/д будка 1708 км, Казаяк-Кутуш, Кировский, Кузнецовский, Фаткуллино, Шуктеево |
| 37 | Урманский          | Иглинский район       | 2005 | рп Урман |
| 38 | Шафрановский       | Альшеевский район     | 2005 | рп Шафраново, ж/д ст Будка 1490 км, п. рзд Мендян, п. санатория № 3, х. Чайкино |
| 39 | Юмагузинский       | Кугарчинский район    | 2005 | рп Юмагузино, с. Александровка, д. Нарбутово, х. Улутуп, Хлебодаровка |